# امامزاده صاوون
امامزاده صاوون مربوط به دوره اسلامی (سلجوقی ـ صفوی ـ قاجاریه) است و در شهرستان خرم‌آباد، بخش پاپی، دهستان سپیددشت، یک کیلومتری جنوب روستای آب شباندر واقع شده و این اثر در تاریخ ۸ بهمن ۱۳۸۵ با شمارهٔ ثبت ۱۷۰۱۹ به عنوان یکی از آثار ملی ایران به ثبت رسیده است.